# Плоска (Львівський район)
Пло́ска — село в Україні, у Львівському районі Львівської області. Населення - 21 особа. Орган місцевого самоврядування — Перемишлянська міська рада.